# Heinrich-Brauns-Preis
Der Heinrich-Brauns-Preis wurde am 1. Januar 1978 vom ersten Bischof von Essen, Franz Hengsbach, zum Gedenken an den katholischen Priester Heinrich Brauns gestiftet. Er wird alle zwei Jahre an Persönlichkeiten vergeben, die sich besonders um die katholische Soziallehre verdient gemacht haben. 
Der Preis ist mit 5000 Euro dotiert.

## Preisträger
Bisherige Preisträger waren:
- 1978: Paul Reuth, Betriebsratsvorsitzender a. D., Vorsitzender des Verbandes der Katholischen Arbeitnehmerbewegung (KAB) Westdeutschlands a. D.
- 1980: Elisabeth Zillken, Ehrenvorsitzende des Gesamtverbandes Sozialdienst katholischer Frauen (SKF)
- 1982: Gerhard Müller, Präsident des Bundesarbeitsgerichts a. D.
- 1984: Josef Stingl, Präsident der Bundesanstalt für Arbeit
- 1986: Rudi Nickels, Mitglied des geschäftsführenden Hauptvorstandes der Industriegewerkschaft Bergbau und Energie (IGBE) a. D., Vorsitzender der Ruhrknappschaft a. D. zusammen mit Friedrich-Karl Bassier Bergwerksdirektor a. D.
- 1988: Schwester M. Antonie, ADJC, geb. Marianne Wiß, Kongregation der Armen Dienstmägde Jesu Christi, Dernbach, Pflegedirektorin des Marienhospitals Gelsenkirchen
- 1990: Norbert Blüm, Bundesminister für Arbeit und Sozialordnung
- 1992: P. Rainer van Doorn, Orden der Prämonstratenser-Chorherren, Pfarrer an St. Franziskus in Duisburg-Hamborn
- 1994: Adolf Schmidt, Vorsitzender der Industriegewerkschaft Bergbau und Energie (IGBE) a. D., zusammen mit Leo Tindemans Ministerpräsident des Königreiches Belgien a. D., Vorsitzender der Europäischen Volkspartei im Europäischen Parlament a. D.
- 1996: Władysław Bartoszewski, Minister für Auswärtige Angelegenheiten der Republik Polen
- 1998: Wolfgang Vogt, Mitglied des Deutschen Bundestages a. D., Parlamentarischer Staatssekretär a .D.
- 2000: Paul Kirchhof, Bundesverfassungsrichter a. D., Direktor des Instituts für Finanz- und Steuerrecht an der Ruprecht-Karls-Universität, Heidelberg
- 2002: Annette Schavan, Ministerin für Kultus, Jugend und Sport des Landes Baden-Württemberg zusammen mit Hans Gerhard Dohle, Direktor des Arbeitsamtes Essen a. D.
- 2004: Jean-Claude Juncker, Premier und Finanzminister von Luxemburg
- 2006: Karl-Josef Laumann, Minister für Arbeit, Gesundheit und Soziales in Nordrhein-Westfalen zusammen mit Ludwig Ladzinski, Gesamtbetriebsratsvorsitzender der Deutsche Steinkohle AG (DSK)
- 2008: Die Kommunität der Amigonianer in Gelsenkirchen
- 2010: Günter Brakelmann und Franz Josef Stegmann für Verdienste um die Katholische Soziallehre und die christlich-soziale Bewegung. Ehrenpreis für Franz Grave.
- 2012: Franz-Xaver Kaufmann und die Initiative „wellcome“[1]
- 2015: Nikolaus Schneider, ehemaliger Ratsvorsitzender der EKD, und das Sozialzentrum St. Peter in Duisburg-Hochfeld, vertreten durch Sr. Martina Paul und Klaus Peter Bongardt[2]
- 2018: Wilhelm Beermann, erster Vorstandsvorsitzender der RAG Deutsche Steinkohle AG, für sein persönliches, an den Zielen der Katholischen Soziallehre orientierten, christlichen Glaubenszeugnis, das sich mit der Geschichte des Bergbaus und der Entwicklung des Ruhrgebiets verbindet[3]
- 2022: Michael Vassiliadis, Vorsitzender der IG Bergbau, Chemie, Energie[4]